# Saint-Martin-le-Châtel
Saint-Martin-le-Châtel è un comune francese di 800 abitanti situato nel dipartimento dell'Ain della regione dell'Alvernia-Rodano-Alpi.

## Società

### Evoluzione demografica
Abitanti censiti